# Kayapınar (Gercüş)
Kayapınar ist eine Kleinstadt im Landkreis Gercüş der türkischen Provinz Batman. Kayapınar liegt etwa 82 km südlich der Provinzhauptstadt Batman und 14 km südwestlich von Gercüş. Kayapınar hatte am Jahresende 2018 laut Bevölkerungsfortschreibung (ADNKS, Adrese Dayalı Nüfus Kayıt Sistemi Sonuçları) 2.319 Einwohner, das sind etwa elf Prozent der Kreisbevölkerung. Die knappe Hälfte davon (49,46 %) waren weiblichen Geschlechts.